# Sepsis sévère

Le sepsis sévère ou sepsis grave est un état septique défini par un sepsis associé à au moins une des conditions suivantes :
- une hypotension artérielle (avant remplissage) ;
- une lactatémie supérieure à 4 mmol/l ;
- une dysfonction d'organe parmi les suivantes :
  - respiratoire : rapport PaO2/FiO2 inférieur à 300 (chez l'enfant : nécessité d'une FiO2 supérieure à 0,5 pour obtenir une SpO2 supérieure à 92 %),
  - rénale : créatininémie supérieure à 176 μmol/l (chez l'enfant : supérieure à 2 fois la normale ou oligurie),
  - de la coagulation : INR supérieur à 1,5 (chez l'enfant : supérieur à 2),
  - hépatique : INR supérieur à 4 ou bilirubinémie supérieure à 78 μmol/l (chez l'enfant : transaminases plasmatiques supérieures à 2 fois la normale),
  - des plaquettes : thrombocytémie inférieure à 10⁵/mm³ (chez l'enfant : inférieure à 8.10⁴/mm³),
  - des fonctions supérieures : score de Glasgow inférieur à 13 (chez l'enfant : inférieur à 11).

Il est à noter que depuis 2016 la notion de sepsis sévère a été écartée par une conférence de consensus portant sur la définition des états septiques.